# Felix Großschartner
Felix Großschartner   (Wels, 23 de desembre de 1993) és un ciclista austríac, professional des del 2016 i començà a les files del Bora-Hansgrohe i des del 2023 corre amb l'UAE Team Emirates.

## Palmarès
- 2014
  -  Campió d'Àustria en escalada de muntanya
- 2015
  - 1r al Trofeu Banca Popolare di Vicenza
  - Vencedor d'una etapa al Giro del Friül-Venècia Júlia
- 2019
  - Vencedor d'una etapa a la Volta a Turquia
- 2020
  - Vencedor d'una etapa a la Volta a Burgos
- 2021
  - Vencedor d'una etapa al Tour dels Alps
- 2022
  -  Campió d'Àustria en ruta
  -  Campió d'Àustria en contrarellotge
- 2024
  -  Campió d'Àustria en contrarellotge
- 2025
  -  Campió d'Àustria en contrarellotge
  - Vencedor d'una etapa a la Volta a Àustria

### Resultats al Giro d'Itàlia
- 2017. 78è de la classificació general
- 2018. 27è de la classificació general
- 2021. 42è de la classificació general
- 2024. 31è de la classificació general

### Resultats a la Volta a Espanya
- 2019. 36è de la classificació general
- 2020. 9è de la classificació general
- 2021. 10è de la classificació general

### Resultats al Tour de França
- 2020. 63è de la classificació general
- 2022. 53è de la classificació general
- 2023. 23è de la classificació general